# کلاب ماته
کلاب ماته (تلفظ آلمانی: [ˈklʊp ˈma:tə]) یک نوشیدنی کافئین‌دار گازدار و کم کالری در مقایسه با نوشیدنی‌های انرژی‌زا ست. کلاب ماته که از نوشیدنی‌های فرآوری شده از ماته ست یک نوشیدنی فرآوری شده در آلمان است که طرفداران زیادی در این کشور دارد. این نوشیدنی برای اولین بار در سال ۱۹۲۴ تهیه و به بازار عرضه شد و دارای ۲۰ میلی گرم کافئین در هر ۱۰۰ میلی‌لیتر است.
یخ‌چای (آیس‌تی) یکی دیگر از طعم‌های موجود کلاب ماته است که دارای شکر بیشتر و همچنین مقدار بیشتری کافئین است. کلاب ماته در بطری‌های ۳۰۰ سی‌سی و نیم لیتری عرضه می‌شود.
از کلاب ماته در میکس‌های مختلف جهت تهیه کوکتل نیز استفاده می‌کنند؛ چوک یکی از معروف‌ترین میکس‌های کلاب ماته است که با رام ترکیب می‌شود. میکس کلاب ماته با ودکا و یگر مایستر نیز در بارها و کلاب‌های آلمان عرضه می‌شود.

## تاریخچه
نوشیدنی‌های گئولا برای اولین بار کلاب ماته را تهیه و آن را با عنوان زکت-ماته عرضه کرد اما در آن زمان کلاب ماته تنها عرضه محلی داشت. این نوشیدنی بعد از آن که توسط بازاریاب آلمانی لوشر کلاب ماته نامیده شد عرضه ملی خود را آغاز کرد و در سراسر آلمان به شهرت رسید.
در دسامبر ۲۰۰۷ لوشر مارکت نسخه زمستانی کلاب ماته را هم عرضه کرد که ترکیبی از هل، دارچین، رازیانه و عصاره مرکبات بود. این نوشیدنی تنها در طول زمستان در سوپرمارکت‌های آلمان عرضه می‌شود.
در سال ۲۰۰۹ کلاب ماته طعم جدید خود را با کولا ارائه داد و برخلاف دیگر نوشیدنی‌های کولا، کلاب ماته دستور عمل ترکیب خود را در اختیار همگان قرار داد.
در سال ۲۰۱۳ طعم انار هم به مجموعه طعم‌های کلاب ماته اضافه شد. و از ژوئیه ۲۰۱۰ محصولات کلاب ماته در کشورهای دیگر همچون بریتانیای کبیر، ایالات متحده آمریکا، بلژیک، بلغارستان، لوکزامبورگ، کانادا، استرالیا، اسرائیل، ترکیه، آفریقای جنوبی و دیگر کشورهای عمده اروپایی عرضه می‌شود.

## فرهنگ هکرها
کلاب ماته به یک فرهنگ و سنت در بین هکرها خصوصاً در اروپا تبدیل شده است. بسیاری از رسانه‌ها در نظرسنجی‌ها خود از فعالان عرصه رایانه کلاب ماته را پیشرو و نوشیدنی محبوب گیک‌ها دانسته‌اند.

## مواد تشکیل دهنده
- آب
- شیره شکر
- شکر
- عصاره چای ماته
- اسید سیتریک
- کافئین
- طعم دهنده های طبیعی
- رنگ زرد طبیعی
- اسید کربنیک